# Ali B

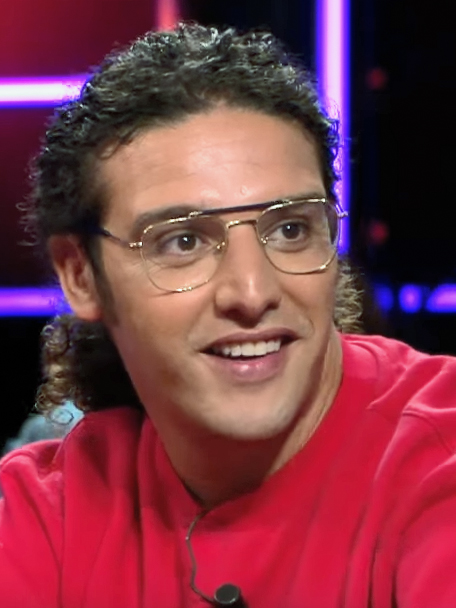
Ali B (2018)

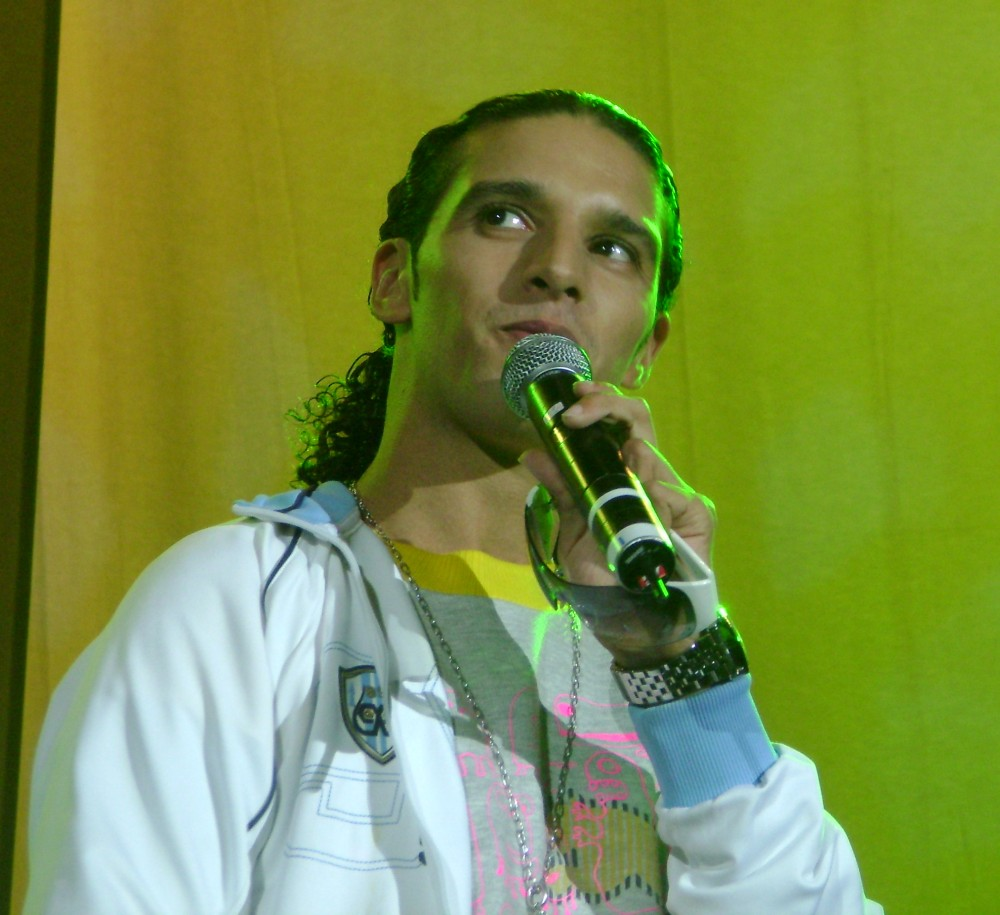
Ali B (2008)

Ali Bouali (* 16. Oktober 1981 in Zaanstad), besser bekannt unter seinem Künstlernamen Ali B, ist ein niederländischer Rapper mit marokkanischen Vorfahren.

## Leben
Ali B wurde als Ali Bouali am 16. Oktober 1981 in Zaanstad, Nordholland, geboren.
2004 hatte Bouali zusammen mit Marco Borsato den niederländischen Nummer-eins-Hit Wat zou je doen.
Im selben Jahr gründete er das Musiklabel SPEC Entertainment.
2011 wurde Ali B Moderator der Fernsehsendung Ali B op volle toeren der Rundfunkgesellschaft TROS. Dort lädt er Künstler aus verschiedenen Genres ein, um mit ihnen Crossover-Coverversionen ihrer bekannten Songs zu singen. Seit 2013 ist er Juror und Coach in der niederländischen Ausgabe der Gesangs-Castingshow The Voice.
Im Januar 2022 gingen bei der Staatsanwaltschaft zwei Anzeigen gegen Ali B ein wegen sexuell übergriffigen Verhaltens als Juror bei The Voice of Holland. Ali B bestreitet die Vorwürfe.
Die Staatsanwaltschaft forderte am 14. Juni 2024 eine dreijährige Freiheitsstrafe für Bouali. Drei Frauen haben ihn wegen sexueller Belästigung bzw. wegen Vergewaltigung angezeigt. Laut Staatsanwalt habe Bouali keinen Respekt vor der körperlichen Integrität seiner Opfer gehabt. Die Sängerin Ellen ten Damme ließ verlauten, dass Bouali Frauen überfallartig küsse und berühre und kein Nein akzeptiere. Boualis Verteidiger hingegen stritt die Vorwürfe ab und beklagte, dass man seit der MeToo-Bewegung kaum noch die Glaubwürdigkeit von Frauen anzweifeln dürfe, die behaupten, Opfer einer sexuellen Straftat geworden zu sein. Knapp einen Monat später wurde er wegen Vergewaltigung und versuchter Vergewaltigung zu zwei Jahren Haft verurteilt. Ali B kündigte Berufung an.
Bouali ist seit 2006 verheiratet und hat mit seiner Frau zwei 2009 und 2011 geborene Söhne.

## Diskografie

### Alben
| Jahr | Titel                           | Höchstplatzierung, Gesamtwochen, AuszeichnungChartsChartplatzierungen (Jahr, Titel, Platzierungen, Wochen, Auszeichnungen, Anmerkungen) | Anmerkungen |
| Jahr | Titel                           | NL | Anmerkungen |
| ---- | ------------------------------- | --- | ----------- |
| 2004 | Vertelt het leven van de straat | NL19 (43 Wo.)NL |             |
| 2006 | Petje af                        | NL42 (9 Wo.)NL |             |
| 2016 | Een klein beetje geluk          | NL4 Gold · (86 Wo.)NL |             |

### Singles
| Jahr | Titel Album                                           | Höchstplatzierung, Gesamtwochen, AuszeichnungChartsChartplatzierungen (Jahr, Titel, Album, Platzierungen, Wochen, Auszeichnungen, Anmerkungen) | Anmerkungen                                                     |
| Jahr | Titel Album                                           | NL | Anmerkungen                                                     |
| ---- | ----------------------------------------------------- | --- | --------------------------------------------------------------- |
| 2004 | Ik ben je zat Vertelt het leven van de straat         | NL3 (20 Wo.)NL | feat. Brace                                                     |
| 2005 | Leipe mocro flavour Vertelt het leven van de straat   | NL2 (11 Wo.)NL | feat. Brace & Yes-R                                             |
| 2006 | Rampeneren Petje af                                   | NL4 Platin · (15 Wo.)NL | feat. Yes-R & The Partysquad                                    |
| 2006 | Wij houden van Oranje –                               | NL2 (5 Wo.)NL | feat. André Hazes                                               |
| 2006 | Zomervibe Petje af                                    | NL28 (4 Wo.)NL |                                                                 |
| 2006 | ’Till Morning Petje af                                | NL38 (2 Wo.)NL | feat. Ziggy                                                     |
| 2006 | Ghetto Petje af                                       | NL3 (13 Wo.)NL | Ali B & Yes-R & Akon                                            |
| 2007 | Dit gaat fout Petje af                                | NL20 (6 Wo.)NL | feat. Gio                                                       |
| 2008 | Rosamunde 2011 –                                      | NL38 (2 Wo.)NL | Erstveröffentlichung: 9. Februar 2011 mit Yes-R & Brownie Dutch |
| 2015 | Terwijl jullie nog bij me zijn Een klein beetje geluk | NL32 (3 Wo.)NL | feat. Ruben Annink                                              |
| 2016 | Ik huil alleen bij jou Een klein beetje geluk         | NL29 Platin · (8 Wo.)NL | Erstveröffentlichung: 7. März 2016 feat. Diggy Dex              |
| 2016 | Let’s Go Een klein beetje geluk                       | NL16 ×2Doppelplatin · (13 Wo.)NL | Erstveröffentlichung: 22. Juli 2016 mit Brace und Kenny B       |
| 2017 | Glimp van de duivel Een klein beetje geluk            | NL28 Platin · (5 Wo.)NL | feat. Nielson                                                   |
| 2017 | Voy a bailar’ –                                       | NL9 ×2Doppelplatin · (15 Wo.)NL | feat. Boef, Rolf Sanchez & Redone                               |
| 2020 | Anderhalf –                                           | NL27 (4 Wo.)NL | Erstveröffentlichung: 23. März 2020 feat. Poke & Judeska        |

Weitere Singles
- 2003: Waar gaat dit heen? (mit Karima)
- 2011: Summertime (feat. Brace & The Sleepless)
- 2015: Gekke kleine jongen (feat. Glen Faria)
- 2015: Terwijl jullie nog bij me zijn (feat. Ruben Annink, NL: Platin)
- 2016: Een klein beetje geluk (feat. Sevn Alias & Boef, NL: Gold)
- 2016: Douane (feat. Adje, Josylvio & Sevn Alias, NL: Gold)
- 2016: Dat is Money (feat. Ronnie Flex, NL: Platin)
- 2018: Bentayga
- 2018: Dana (mit Cheb Rayan & R3HAB feat. Numidia)
- 2018: Meli meli (mit Numidia feat. Ronnie Flex)

Gastbeiträge

| Jahr | Titel Album                 | Höchstplatzierung, Gesamtwochen, AuszeichnungChartsChartplatzierungen (Jahr, Titel, Album, Platzierungen, Wochen, Auszeichnungen, Anmerkungen) | Anmerkungen |
| Jahr | Titel Album                 | NL | Anmerkungen |
| ---- | --------------------------- | --- | --- |
| 2004 | Wat zou je doen Zien (Live) | NL1 Gold · (18 Wo.)NL | Marco Borsato & Ali B                                                                                                  |
| 2005 | Hartendief Strijder         | NL7 (9 Wo.)NL | Erstveröffentlichung: 11. August 2005 Brace feat. Ali B                                                                |
| 2005 | Het kind Strijder           | NL38 (2 Wo.)NL | Brace feat. Ali B & J-Rock                                                                                             |
| 2006 | De leipe Bauer flavour –    | NL14 (5 Wo.)NL | Frans Bauer feat. Ali B & Lange Frans                                                                                  |
| 2007 | Groupie Love Zakenman II    | NL9 (10 Wo.)NL | Yes-R feat. Ali B Gio & Darryl                                                                                         |
| 2008 | Eeyeeyo –                   | NL29 (4 Wo.)NL | Erstveröffentlichung: 6. Juni 2008 Darryl feat. Ali B, Soumia & Rio                                                    |
| 2013 | Muziek –                    | NL9 (4 Wo.)NL | Marco Borsato feat. Bag2Bank & Ali B                                                                                   |
| 2017 | Ik ga weg Slaaptekort       | NL5 ×2Doppelplatin · (14 Wo.)NL | mit Boef |
| 2018 | Slow Down –                 | NL18 Platin · (9 Wo.)NL | Erstveröffentlichung: 26. Januar 2018 Dimitri Vegas & Like Mike X Quintino feat. Boef, Ronnie Flex, Ali B & I Am Aisha |

Weitere Gastbeiträge
- 2006: Hard To Get (Gio feat. Ali B, Party Squad & Ambush)